# Cabdill reial atlàntic

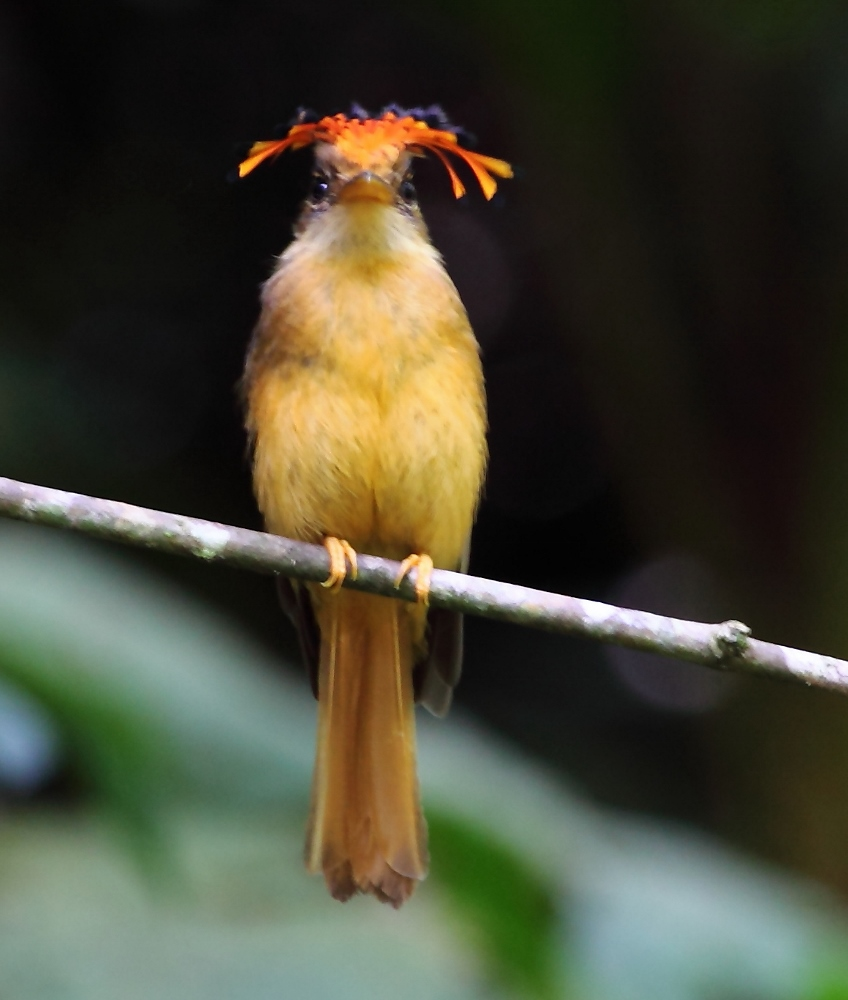
Amb el plomall parcialment obert, a Tapiraí, estat de São Paulo, Brasil.

El cabdill reial atlàntic (Onychorhynchus swainsoni) és una espècie d'ocell de la família dels titírids (Tityridae). Es troba al llarg del litoral de la costa est del Brasil, des de l'estat de Paraná fins al sud de l'estat de Bahía. Els seus hàbitats són els boscos tropicals i subtropicals de frondoses humits i de l'estatge montà, així com els cursos d'aigua i pantans tropicals Està amenaçat per la destrucció del seu hàbitat original: la degradació i fragmentació de la mata atlàntica. El seu estat de conservació es considera vulnerable.
Té un característic plomall al cap en forma de ventall, que al desplegar-se mostra plomes escarlata, negres i blaves en el mascle i grogues, negres i blaves en la femella.